# Quân đoàn 13 (Đức Quốc xã)
Quân đoàn 13 (tiếng Đức: XIII. Armeekorps) là một quân đoàn của Quân đội Đức Quốc xã trong Thế chiến thứ hai. Quân đoàn bị tiêu diệt trong chiến dịch Lvov–Sandomierz và tái thành lập vào cuối năm 1944.

## Các đời chỉ huy

### Tư lệnh
| STT | Tên                      | Cấp bậc              | Thời gian đảm nhiệm                   | Ghi chú                                               |
| 1   | Maximilian von Weichs    | Thượng tướng Kỵ binh | 1 tháng 10, 1937 - 26 tháng 10, 1939  | Tư lệnh đầu tiên                                      |
| 2   | Heinrich von Vietinghoff | Trung tướng          | 26 tháng 10, 1939 - 25 tháng 10, 1940 | Thăng Thượng tướng Thiết giáp ngày 1 tháng 6 năm 1940 |
| 3   | Hans-Gustav Felber       | Thượng tướng Bộ binh | 25 tháng 10, 1940 - 13 tháng 1, 1942  |                                                       |
| 4   | Otto Ottenbacher         | Trung tướng          | 14 tháng 1, 1942 - 21 tháng 4, 1942   |                                                       |
| 5   | Erich Straube            | Thượng tướng Bộ binh | 21 tháng 4, 1942 - 20 tháng 2, 1943   |                                                       |
| 6   | Friedrich Siebert        | Trung tướng          | 20 tháng 2, 1943 - 7 tháng 9, 1943    | Thăng Thượng tướng Bộ binh ngày 1 tháng 5 năm 1943    |
| 7   | Arthur Hauffe            | Trung tướng          | 7 tháng 9, 1943 - 25 tháng 4, 1944    | Thăng Thượng tướng Bộ binh ngày 1 tháng 11 năm 1943   |
| 8   | Johannes Block           | Trung tướng          | 25 tháng 4, 1944 - 5 tháng 6, 1944    |                                                       |
| 9   | Arthur Hauffe            | Thượng tướng Bộ binh | 5 tháng 6, 1944 - 22 tháng 7, 1944    | Giữ chức lần 2                                        |
| 10  | Hans-Gustav Felber       | Thượng tướng Bộ binh | 6 tháng 12, 1944 - 12 tháng 2, 1945   | Quân đoàn tái lập                                     |
| 11  | Ralph von Oriola         | Trung tướng          | 12 tháng 2, 1945 - 31 tháng 3, 1945   |                                                       |
| 12  | Max Hermann Bork         | Trung tướng          | 31 tháng 3, 1945 - 15 tháng 4, 1945   |                                                       |
| 13  | Walter Hahm              | Thượng tướng Bộ binh | 15 tháng 4, 1945 - 20 tháng 4, 1945   |                                                       |

### Tham mưu trưởng
| STT | Tên                                 | Cấp bậc     | Thời gian đảm nhiệm                  | Ghi chú |
| --- | ----------------------------------- | ----------- | ------------------------------------ | ------- |
| 1   | Wilhelm Stemmermann                 | Thiếu tướng | Tháng 10, 1937 - 5 tháng 2, 1940     |         |
| 2   | Rudolf Hofmann                      | Đại tá      | 6 tháng 2, 1940 - 27 tháng 10, 1941  |         |
| 3   | Heinrich Gaede                      | Trung tá    | 3 tháng 11, 1941 - 6 tháng 1, 1942   |         |
| 4   | Sigismund-Hellmuth von Dawans       | Đại tá      | 6 tháng 1, 1942 - 22 tháng 3, 1942   |         |
| 5   | Herbert Köstlin                     | Trung tá    | 22 tháng 3, 1942 - tháng 7, 1942     |         |
| 6   | Gerhard Kühne                       | Đại tá      | tháng 7, 1942 - 24 tháng 12, 1942    |         |
| 7   | Kaulbach                            | Đại tá      | 24 tháng 12, 1942 - 15 tháng 2, 1943 |         |
| 8   | Zerbel                              | Đại tá      | 16 tháng 2, 1943 - 20 tháng 3, 1943  |         |
| 9   | Karl Körner                         | Đại tá      | 20 tháng 3, 1943 - tháng 11, 1943    |         |
| 10  | Hans-Werner von Hammerstein-Gesmold | Đại tá      | tháng 11, 1943 - 10 tháng 6, 1944    |         |

## Tham chiến
- Cuộc tấn công Ba Lan (1939)
- Trận chiến nước Pháp
- Chiến dịch Barbarossa
- Trận Białystok–Minsk
- Chiến dịch Lvov–Sandomierz